# Bazylia

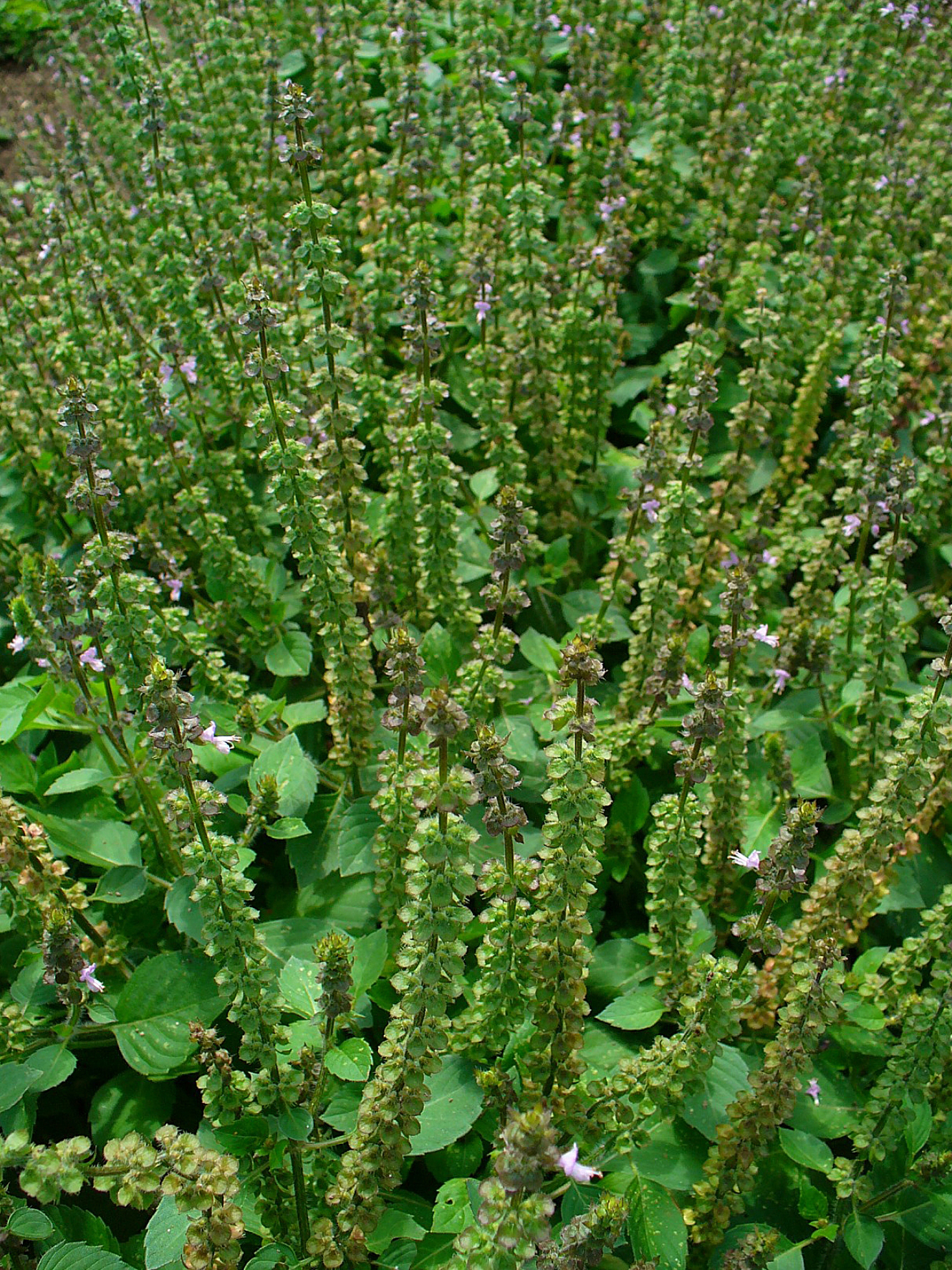
Ocimum americanum

Bazylia (Ocimum L.) – rodzaj roślin z rodziny jasnotowatych. Należy do niego 65 gatunków. Zasięg rodzaju obejmuje wszystkie kontynenty w strefie międzyzwrotnikowej, przy czym centrum zróżnicowania gatunkowego stanowi Afryka. Szeroko rozprzestrzeniona jako gatunek uprawiany i introdukowany, także w strefie umiarkowanej jest bazylia pospolita O. basilicum, uprawiana także w Polsce.
Wiele gatunków z tego rodzaju uprawianych jest jako aromatyczne zioła, zawierające olejki eteryczne (zob. olejek bazyliowy), używane są jako przyprawy do pożywienia, do wciągania nosem, do odstraszania owadów i jako rośliny lecznicze. Popularną rośliną przyprawową, zwłaszcza w basenie Morza Śródziemnego jest bazylia pospolita O. basilicum, wykorzystywana np. do przyprawiania zapiekanek, sosów, pizzy i likierów. Bazylia amerykańska O. americanum o aromacie przypominającym limonkowy, jest przyprawą dodawaną gł. do owoców morza. Uprawiane jako olejkodajne są także bazylia eugenolowa O. gratissimum i O. × africanum. O. obovatum bywa uprawiana jako ozdobna, ale też jest bioindykatorem miedzi. 

## Morfologia

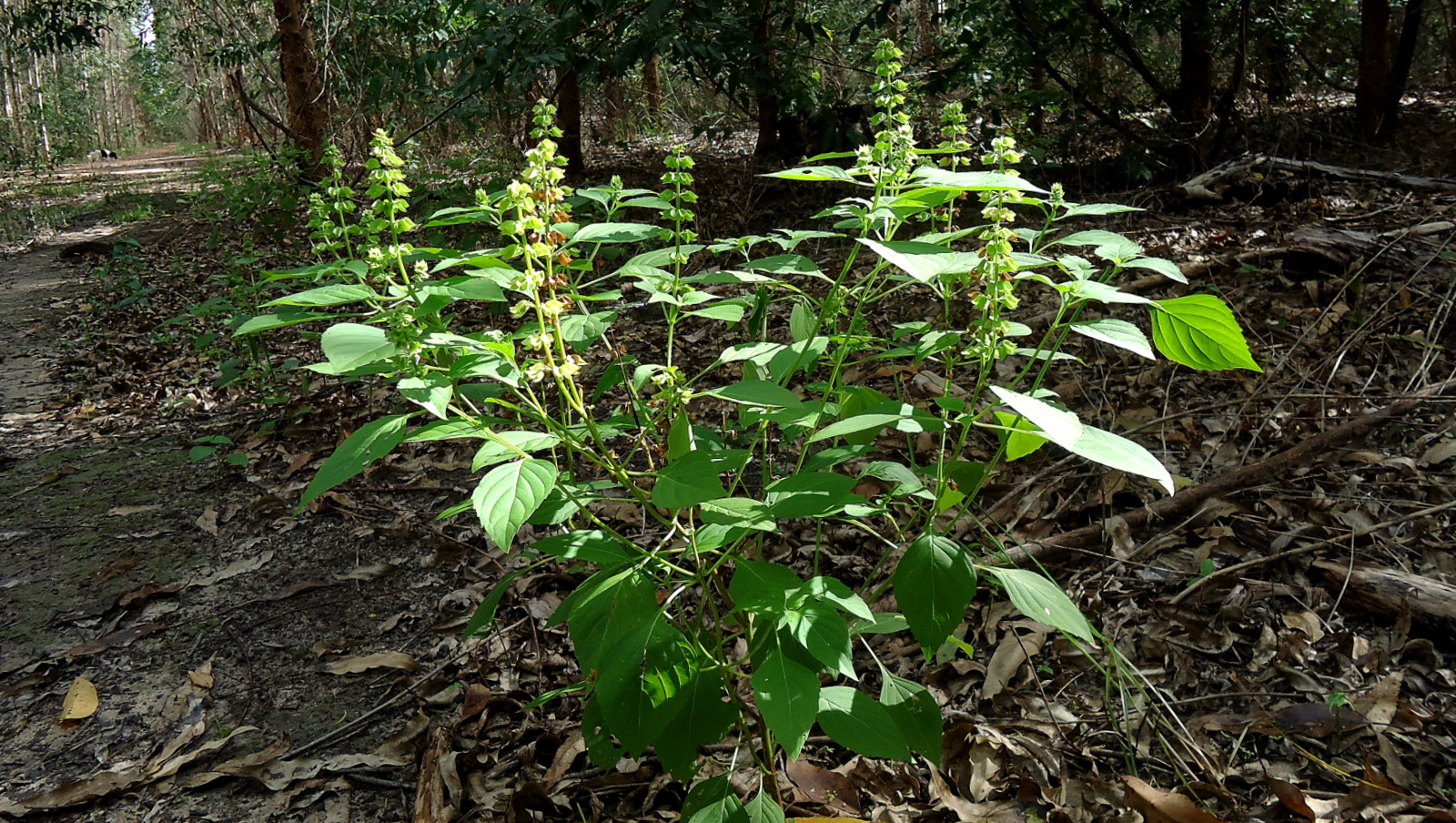
Ocimum campechianum

PokrójSilnie aromatyczne rośliny zielne, półkrzewy i krzewy. Pędy są zwykle silnie rozgałęzione, nieogruczolone, pokryte pojedynczymi, odstającymi lub skośnymi ku dołowi skierowanymi włoskami.
LiścieNaprzemianległe, ogonkowe, pojedyncze, zwykle gruczołowato kropkowane, całobrzegie lub płytko karbowane.
KwiatyZebrane po 6–10 w okółki tworzące szczytowe kwiatostany złożone. Kwiaty wyrastają na krótkich z reguły szypułkach, wspartych szybko odpadającymi przysadkami. Kielich jest zrosłodziałkowy i dwuwargowy, ma kształt jajowaty lub dzwonkowaty. Górna warga zwieńczona jest trzema ząbkami, z których środkowy jest jajowaty lub zaokrąglony i większy od bocznych. Dolna warga zakończona jest dwoma ząbkami które są zaostrzone, czasem spiczasto. Korona jest biała, zrosłopłatkowa i dwuwargowa. Jej rurka jest zwykle krótsza od kielicha. Górna warga zakończona jest czterema lub trzema ząbkami podobnej długości, dolna warga jest całobrzega, płaska lub czasem wydęta. Pręciki są cztery, wystają z rurki korony, przednia ich para jest dłuższa od tylnych. Pylniki są jajowato-nerkowate. Słupek jest dłuższy od pręcików, na końcu rozwidlony.
OwoceRozłupnia rozpadająca się na cztery jajowate lub kulistawe rozłupki.

## Systematyka
Pozycja systematyczna
Rodzaj z podplemienia Ociminae, plemienia Ocimeae, podrodziny Nepetoideae w obrębie rodziny jasnotowatych Lamiaceae.
Wykaz gatunków
- Ocimum × africanum Lour.
- Ocimum albostellatum (Verdc.) A.J.Paton
- Ocimum americanum L. – bazylia amerykańska
- Ocimum amicorum A.J.Paton
- Ocimum angustifolium Benth.
- Ocimum basilicum L. – bazylia pospolita
- Ocimum burchellianum Benth.
- Ocimum campechianum Mill.
- Ocimum canescens A.J.Paton
- Ocimum carnosum (Spreng.) Link & Otto ex Benth.
- Ocimum caryophyllinum F.Muell.
- Ocimum centraliafricanum R.E.Fr.
- Ocimum circinatum A.J.Paton
- Ocimum coddii (S.D.Williams & K.Balkwill) A.J.Paton
- Ocimum cufodontii (Lanza) A.J.Paton
- Ocimum dambicola A.J.Paton
- Ocimum decumbens Gürke
- Ocimum dhofarense (Sebald) A.J.Paton
- Ocimum dolomiticola A.J.Paton
- Ocimum ellenbeckii Gürke
- Ocimum empetroides (P.A.Duvign.) ined.
- Ocimum ericoides (P.A.Duvign. & Plancke) A.J.Paton
- Ocimum filamentosum Forssk.
- Ocimum fimbriatum Briq.
- Ocimum fischeri Gürke
- Ocimum formosum Gürke
- Ocimum forskoelei Benth.
- Ocimum fruticosum (Ryding) A.J.Paton
- Ocimum grandiflorum Lam.
- Ocimum gratissimum L. – bazylia eugenolowa
- Ocimum hirsutissimum (P.A.Duvign.) A.J.Paton
- Ocimum irvinei J.K.Morton
- Ocimum jamesii Sebald
- Ocimum kenyense Ayob. ex A.J.Paton
- Ocimum kilimandscharicum Gürke
- Ocimum labiatum (N.E.Br.) A.J.Paton
- Ocimum lamiifolium Hochst. ex Benth.
- Ocimum masaiense Ayob. ex A.J.Paton
- Ocimum mearnsii (Ayob. ex Sebald) A.J.Paton
- Ocimum metallorum (P.A.Duvign.) A.J.Paton
- Ocimum minutiflorum (Sebald) A.J.Paton
- Ocimum mitwabense (Ayob.) A.J.Paton
- Ocimum monocotyloides (Plancke ex Ayob.) A.J.Paton
- Ocimum motjaneanum McCallum & K.Balkwill
- Ocimum natalense Ayob. ex A.J.Paton
- Ocimum nudicaule Benth.
- Ocimum nummularia (S.Moore) A.J.Paton
- Ocimum obovatum E.Mey. ex Benth.
- Ocimum ovatum Benth.
- Ocimum pseudoserratum (M.R.Ashby) A.J.Paton
- Ocimum pyramidatum (A.J.Paton) A.J.Paton
- Ocimum reclinatum (S.D.Williams & K.Balkwill) A.J.Paton
- Ocimum sebrabergensis Swanepoel & van Jaarsv.
- Ocimum serpyllifolium Forssk.
- Ocimum serratum (Schltr.) A.J.Paton
- Ocimum spectabile (Gürke) A.J.Paton
- Ocimum spicatum Deflers
- Ocimum tenuiflorum L. – bazylia azjatycka
- Ocimum transamazonicum C.Pereira
- Ocimum tubiforme (R.D.Good) A.J.Paton
- Ocimum urundense Robyns & Lebrun
- Ocimum vandenbrandei (P.A.Duvign. & Plancke ex Ayob.) A.J.Paton
- Ocimum vanderystii (De Wild.) A.W.Hill
- Ocimum verticillifolium Baker
- Ocimum viphyense A.J.Paton
- Ocimum waterbergense (S.D.Williams & K.Balkwill) A.J.Paton